# Partido Lantmanna
O Partido Rural do Povo (Sueco:Lantmannapartiet) foi um partido político sueco. Foi fundado em 1867, sem qualquer base de doutrina ou ideologia politica, apesar de reclamar representar os agricultores e o povo normal. Alcançou a segunda câmara do Riksdag. Contudo nunca foi um verdadeiro partido representativo das classes que almejava representar.
Em 1888, devido a discordâncias internas relativas a política de comercio livre, o partido dividiu-se em duas fracções, originando dois partidos distintos. Os defensores do comercio livre fundaram o Velho Partido Rural do Povo, enquanto os proteccionistas, opositores do comercio livre criaram o Novo Partido Rural do Povo. Em 1895 os dois partidos juntaram-se novamente com a sua designação original.
Em 1912 fundiram-se com o Partido Progressista Nacional, originando o Partido dos Agricultores e da Burguesia (Lantmanna- och borgarepartiet).